# Ất Mão
Ất Mão (chữ Hán: 乙卯) là kết hợp thứ 52 trong hệ thống đánh số Can Chi của người Á Đông. Nó được kết hợp từ thiên can Ất (Mộc âm) và địa chi Mão (thỏ/mèo). Trong chu kỳ của lịch Trung Quốc, nó xuất hiện trước Bính Thìn và sau Giáp Dần.

## Các năm Ất Mão
Giữa năm 1700 và 2200, những năm sau đây là năm Ất Mão (lưu ý ngày được đưa ra được tính theo lịch Việt Nam, chưa được sử dụng trước năm 1967):
- 1735
- 1795
- 1855
- 1915 (14 tháng 2, 1915 – 2 tháng 2, 1916)
- 1975 (11 tháng 2, 1975 – 30 tháng 1, 1976)
- 2035 (8 tháng 2, 2035 – 27 tháng 1, 2036)
- 2095 (5 tháng 2, 2095 – 24 tháng 1, 2096)
- 2155

## Sự kiện năm Ất Mão
1975 - Giải phóng miền Nam Việt Nam, thống nhất đất nước